# Rue de la Pompe (métro de Paris)
Rue de la Pompe est une station de la ligne 9 du métro de Paris, située dans le 16e arrondissement de Paris.

## Situation

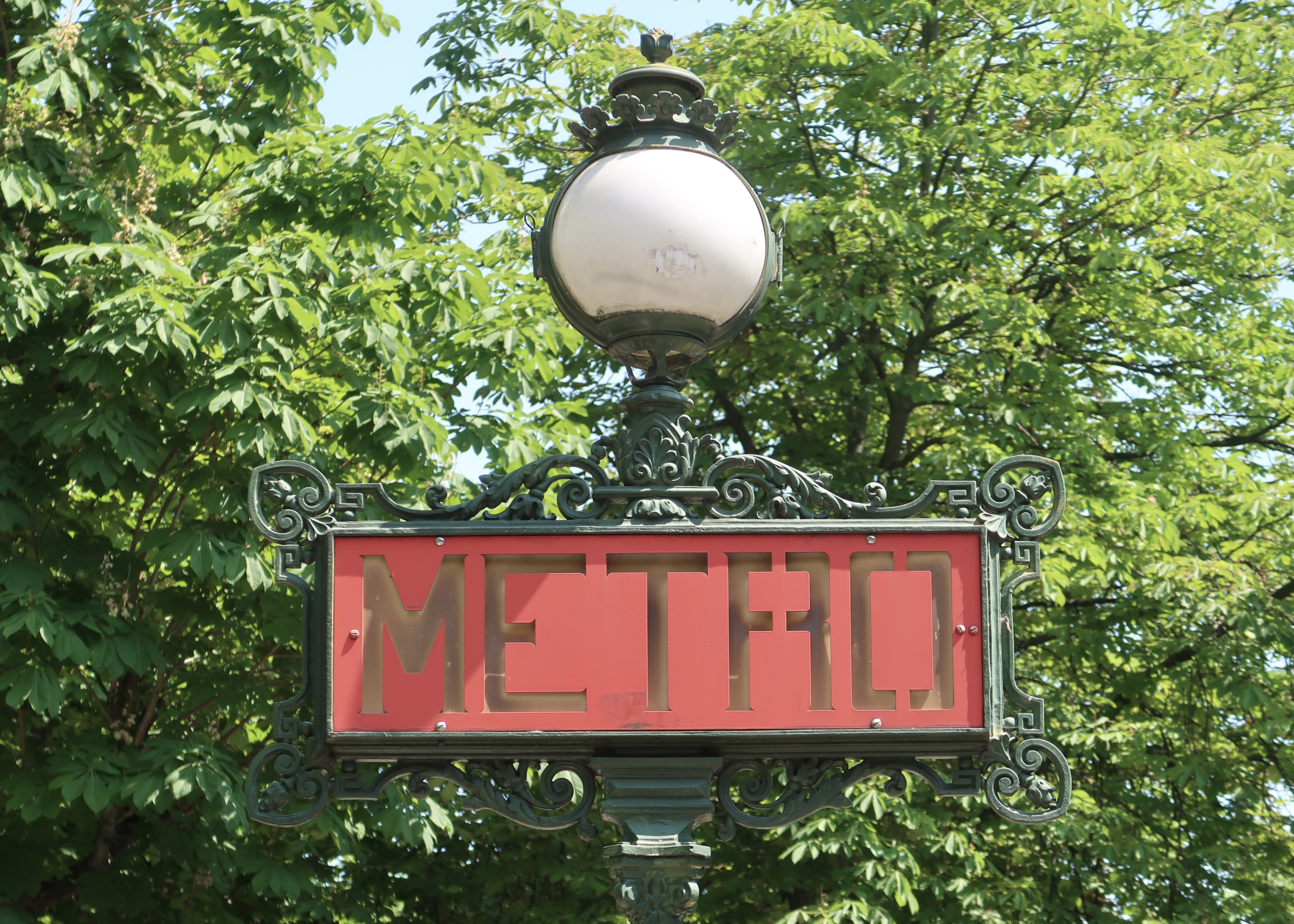
Enseigne.

La station est implantée sous l'avenue Georges-Mandel, à l'est de l'intersection avec la rue de la Pompe. Orientée selon un axe est-ouest, elle s'intercale entre les stations La Muette et Trocadéro.

## Histoire
La station est ouverte le 8 novembre 1922 avec la mise en service du premier tronçon de la ligne 9 entre Trocadéro et Exelmans.
Elle doit sa dénomination à sa proximité avec la rue de la Pompe, laquelle correspond à une ancienne voie du village de Passy qui figurait sur les archives de 1730 en tant que chemin longeant les murs du château de la Muette. Il aboutissait à une des portes de l’enclos ceinturant le bois de Boulogne. Nommé le Vieux-Chemin, il fut transformé à la fin du XVIIIe siècle en rue et prit le nom de la pompe qui fournissait l'eau à ce même château de la Muette.
Le 9 juin 1943, le résistant Joseph Gastaldo et son adjoint Jean-Louis Théobald sont arrêtés par la Gestapo au métro Rue de la Pompe où ils avaient rendez-vous avec Charles Delestraint, arrêté à la station voisine La Muette. Tous sont incarcérés à Fresnes avant d'être déportés l'année suivante.
La station porte comme sous-titre Avenue Georges Mandel du fait de son implantation sous ladite avenue, laquelle rend hommage à Georges Mandel (1885-1944), homme politique français assassiné le 7 juillet 1944 par la Gestapo et la Milice française.
Dans le cadre du programme « Renouveau du métro » de la RATP, les couloirs de la station et l'éclairage des quais ont été rénovés le 1er septembre 2004.
En 2019, 3 004 505 voyageurs sont entrés à cette station ce qui la place à la 173e position des stations de métro pour sa fréquentation sur 302,.
En 2020, avec la crise du Covid-19, 1 700 312 voyageurs sont entrés dans cette station, ce qui la place à la 147e position des stations de métro pour sa fréquentation.
En 2021, la fréquentation remonte progressivement, avec 2 449 458 voyageurs qui sont entrés dans cette station ce qui la place à la 138e position des stations de métro pour sa fréquentation.

## Services aux voyageurs

### Accès
La station dispose d'un unique accès intitulé « Allée Maria-Callas », constitué de deux escaliers fixes établis dos-à-dos au droit du no 56 de l'avenue Georges-Mandel. Chacun est agrémenté d'une balustrade de type Dervaux et celui débouchant le plus près de l'angle avec la rue de la Pompe est orné d'un candélabre Val d'Osne.
Au milieu du quai (côté direction Pont de Sèvres) se trouve un petit couloir secondaire uniquement empruntable pour la sortie, au moyen d'un escalator. Il débouche aussi avenue Georges-Mandel, en retrait de l'accès principal. 

Accès à la station
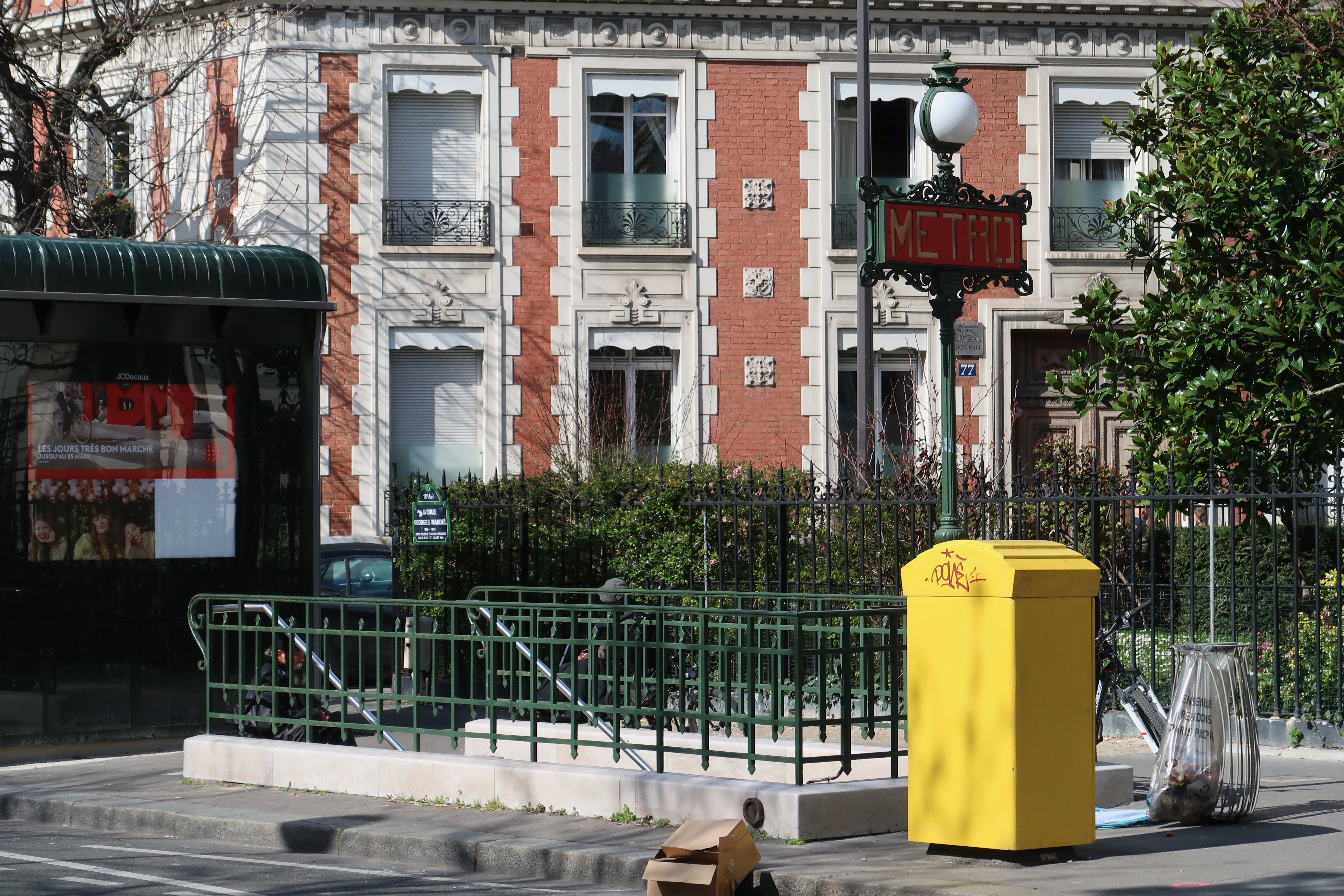
L'accès no 1 « Allée Maria-Callas ».
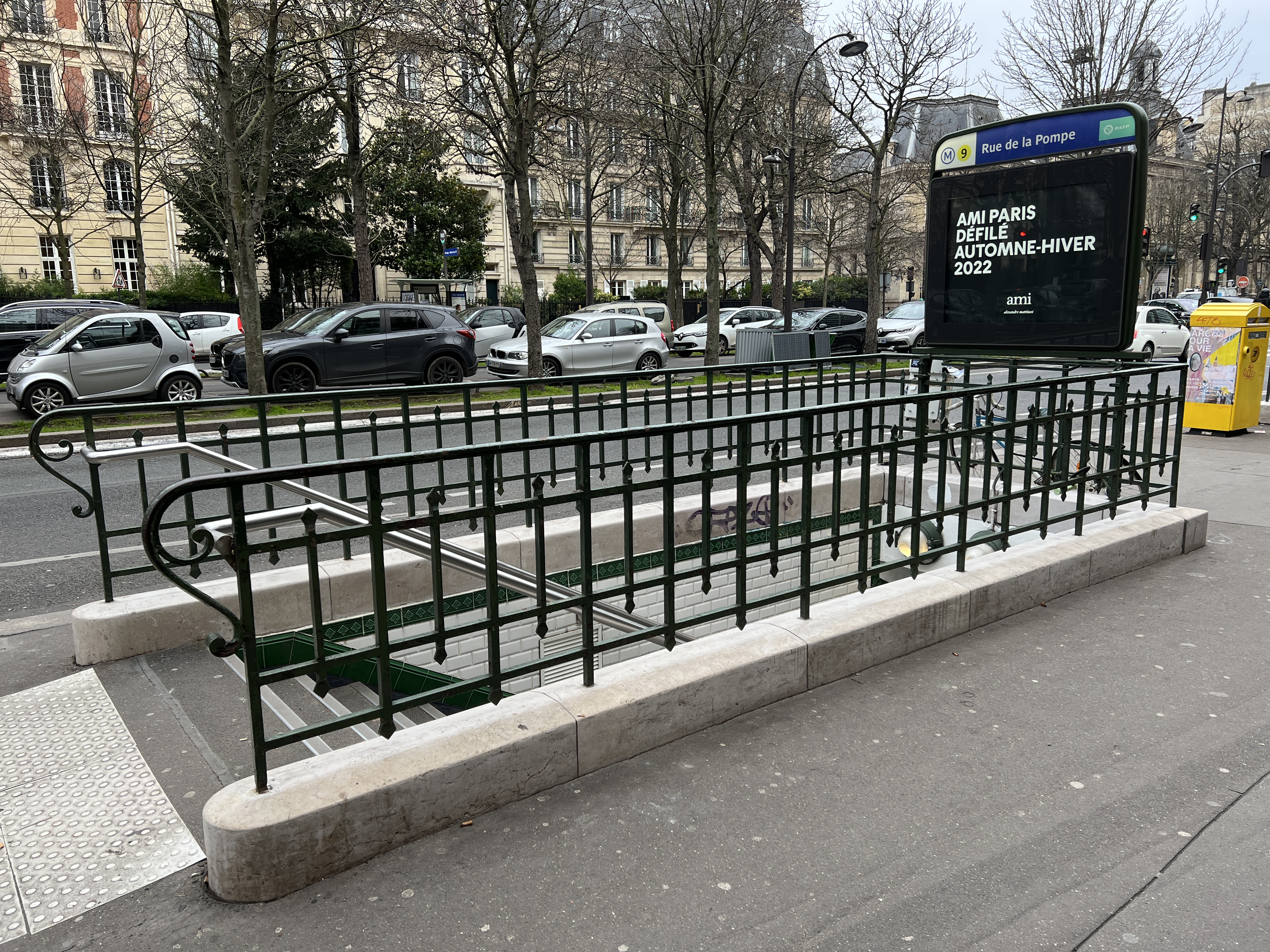
L'autre bouche de l'accès no 1.
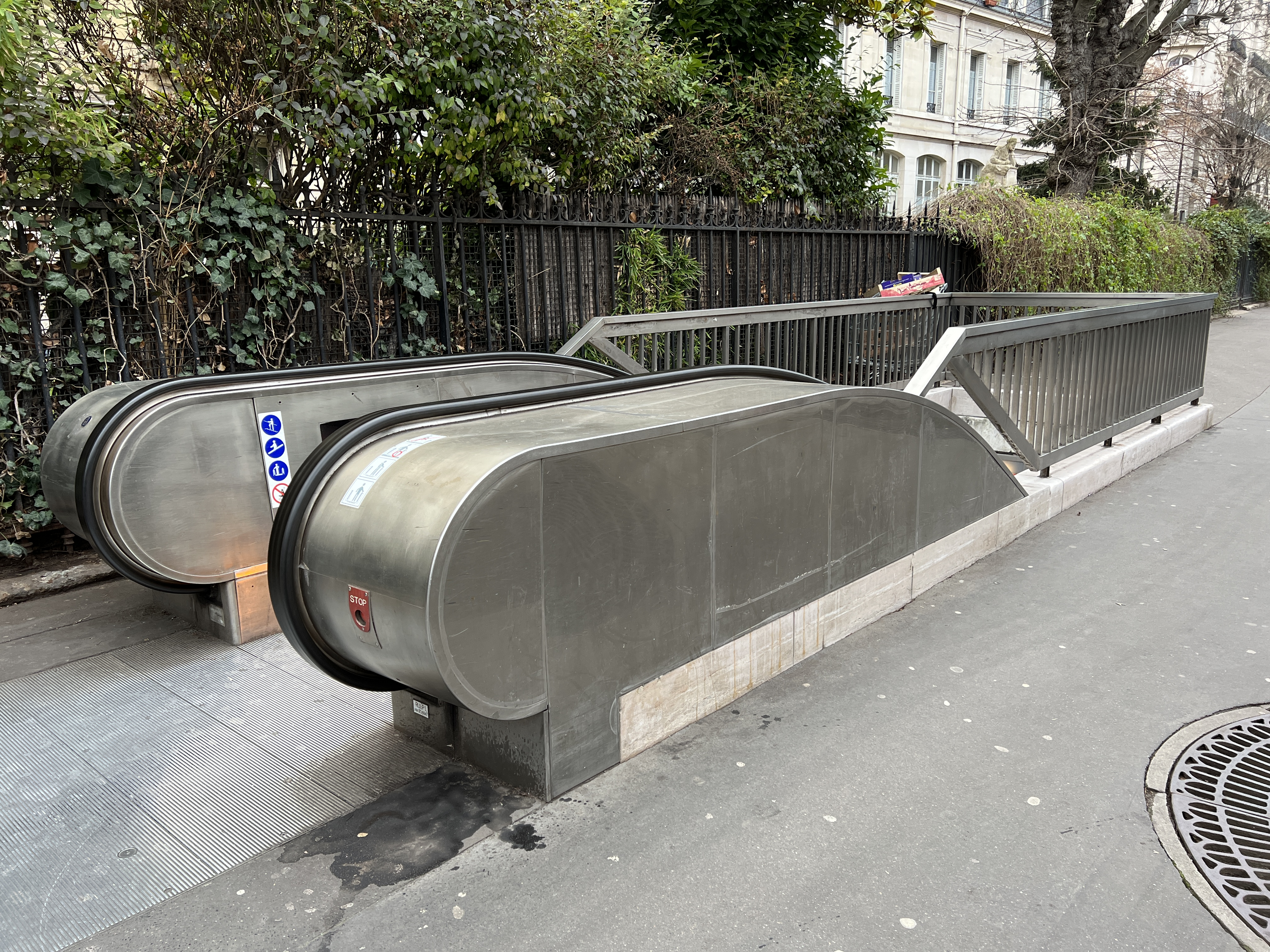
L'accès secondaire.

### Quais

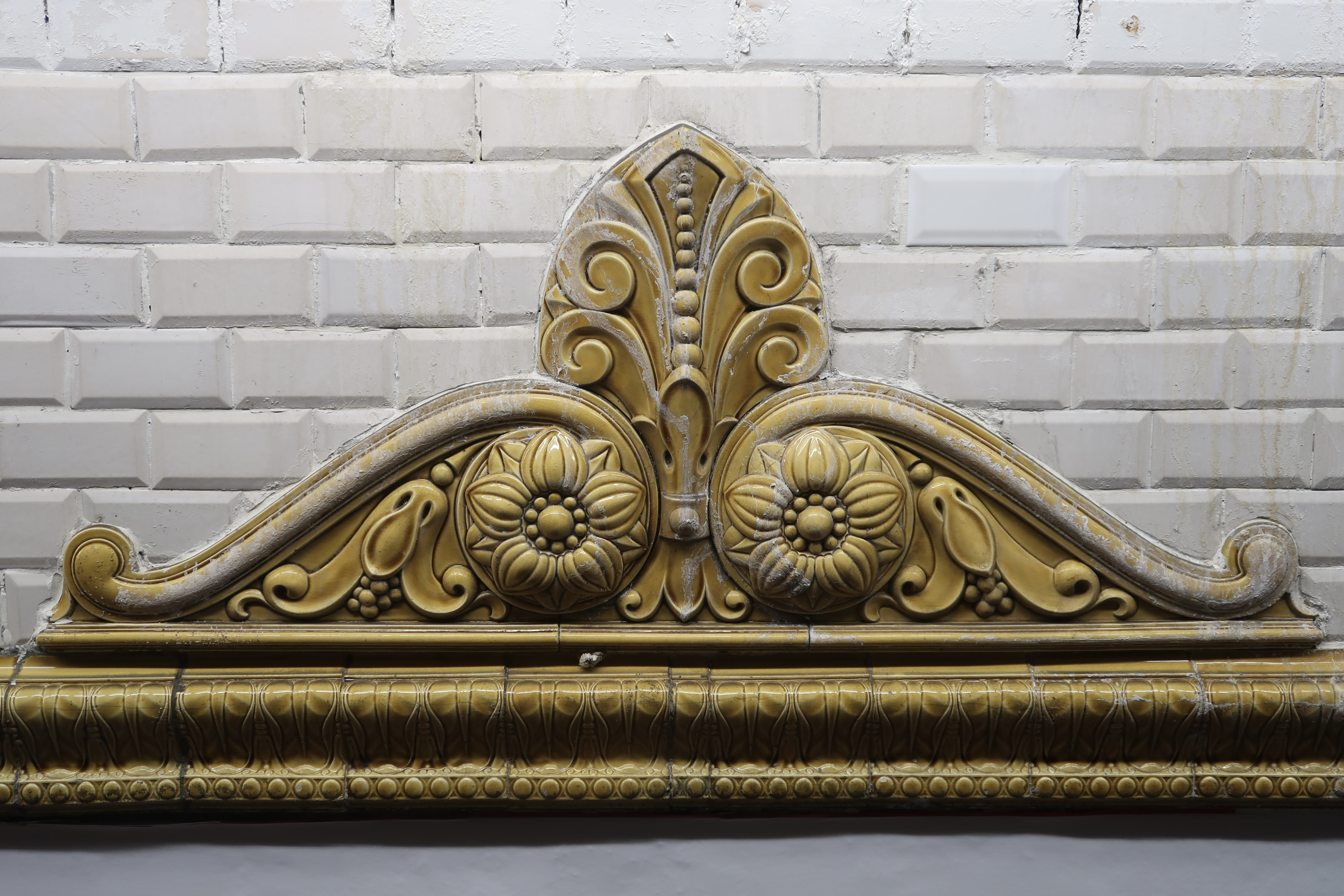
Détail d'un support publicitaire.

Rue de la Pompe est une station de configuration standard : elle possède deux quais séparés par les voies du métro et la voûte est elliptique. La décoration est du style utilisé pour la majorité des stations du métro : les bandeaux d'éclairage sont blancs et arrondis dans le style « Gaudin » du renouveau du métro des années 2000, et les carreaux en céramique blancs biseautés recouvrent les pieds-droits, la voûte et les tympans. Les cadres publicitaires sont en faïence de couleur miel et le nom de la station est également en faïence dans le style de la CMP d'origine, tandis que le sous-titre est inscrit en dessous, en police de caractères Parisine sur des plaques émaillées aux dimensions réduites. Les sièges sont de style « Motte » de couleur rouge.

### Intermodalité
La station est en correspondance avec la gare de l'avenue Henri-Martin (de la ligne C du RER), située à une distance d'environ 400 mètres via l'avenue Henri-Martin. Cette correspondance est reprise sur le plan du RER C, sans distinction particulière. En revanche, elle n'apparaît pas sur les plans de la ligne 9 du métro, la correspondance pouvant s'effectuer aux stations suivantes pour chacune des deux lignes (La Muette pour la ligne 9 et Boulainvilliers pour le RER C). Cependant, cette dernière liaison n'est pas utilisable lors des travaux d'été du RER C, la gare de Boulainvilliers étant alors inaccessible, auquel cas la première correspondance mentionnée ci-dessus par la voie publique vers la gare de l'avenue Henri-Martin est préférable pour relier les deux lignes.
La station est également desservie par les lignes 52 et 63 du réseau de bus RATP à l'arrêt Pompe - Mairie du 16e.

## À proximité
- Mairie du 16e arrondissement
- Lycée Janson-de-Sailly
- Square Lamartine
- Chapelle Notre-Dame-du-Saint-Sacrement
- Église protestante unie de Paris Passy-Annonciation

## Culture
- François-Marie Banier, Les Femmes du métro Pompe, Gallimard, 2006.
- C'est dans cette station (ou à la station Châtelet, selon d'autres témoins) qu'est aperçu pour la dernière fois le chanteur Alain Kan le 14 avril 1990[7].